# Smilax santaremensis
Smilax santaremensis är en enhjärtbladig växtart som beskrevs av A.Dc. Smilax santaremensis ingår i släktet Smilax och familjen Smilacaceae. Inga underarter finns listade.